# 中國誠通發展
中國誠通發展集團有限公司，簡稱中國誠通發展集團，以及中國誠通發展（英語：China Chengtong Development Group Limited），是在2003年7月9日，由中國物流集團有限公司更名而來，屬於中国诚通控股集团有限公司旗下公司。現時主要業務開展工業和物流土地資源開發、房地產開發、煤炭貿易和融資租賃。
現時董事會主席為袁绍理。總部位於香港灣仔港灣道18號中環廣場64樓6406室。以地區為主的江蘇、北京、浙江、山東等地區。

## 連結
- HK217.com